# Tình tiết
Tình tiết (tiếng Pháp: épisode) còn gọi là trường đoạn.
Tình tiết là diễn biến của cốt truyện, đơn vị của hành động trong tác phẩm tự sự, kịch, thể hiện một sự việc xảy ra trong một khoảng thời gian, không gian có thể xác định được. Tình tiết không nhất thiết hợp với cốt truyện, một yếu tố cốt truyện có thể được trình bày qua nhiều tình tiết. Sắp xếp các tình tiết trong trần thuật là một yêu cầu quan trọng của kết cấu, trong kịch, tình tiết ứng với lớp, cảnh.